# Clonidina
La clonidina es un medicamento utilizado para tratar la presión arterial alta, trastorno por déficit de atención con hiperactividad, abstinencia de drogas (alcohol, opioides o fumar), diarrea, espasticidad y ciertas condiciones del dolor. Se utiliza por vía oral, por inyección o como parche cutáneo. El inicio de la acción es típicamente dentro de una hora con los efectos sobre la presión arterial que duran hasta ocho horas.
Se trata de un agonista adrenérgico α-2 selectivo que tiene acción directa sobre el α2, prescrito históricamente como agente antihipertensivo. Se le han encontrado nuevos usos, incluyendo el tratamiento de algunos tipos de dolor neuropático, destoxificación de opioides, hiperhidrosis del sueño y usos off-label (fuera de indicación), para contrarrestar los efectos secundarios de medicamentos estimulantes como el metilfenidato o las anfetaminas. Se está convirtiendo en un tratamiento cada vez más aceptado para el insomnio, así como para aliviar los síntomas de la menopausia. Se está utilizando cada vez más en conjunción con estimulantes para tratar el trastorno por déficit de atención con hiperactividad (TDAH), en el que se administra a media tarde o por la noche para ayudar a dormir y también porque modera la conducta impulsiva y opositiva asociada al TDAH y puede reducir los Tics. La clonidina también se puede usar en el síndrome de Tourette.
Fue patentada en 1961 y entró en uso médico en 1966. Está disponible como un medicamento genérico. En 2017, fue el 79° medicamento más comúnmente prescrito en los Estados Unidos, con más de diez millones de recetas. 

## Indicaciones

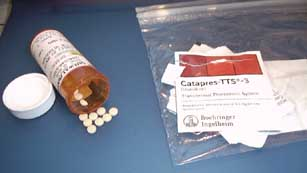
Pastillas y parches transdérmicos de clonidina.

El uso principal de esta medicación es el tratamiento de la hipertensión. Actúa estimulando ciertos receptores cerebrales (de tipo alfa-adrenérgico) que a su vez relajan los vasos sanguíneos de otras partes del cuerpo, haciendo que se vasodilaten. Tiene especificidad por los receptores presinápticos α2 en el Centro Vasomotor del SNC. Esta unión inhibe la producción de norepinefrina, disminuyendo de ese modo la actividad simpática, predominando la actividad parasimpática.
La clonidina está particularmente disponible en forma de pastillas (Catapres, Dixarit), parches transdérmicos (Catapres-TTS) o como forma inyectable para administración directa al sistema nervioso central por vía epidural.como coadyuvante epidural (1MCG/KG O 50 MCG) Estimula las neuronas inhibitorias alfa2 del centro vasomotor medular (el núcleo reticular lateral) del tallo cerebral. Inhibe neurotransmisores nociceptivos; la sustancia P calcitonina. Modulación sobre el AMPc y la serotonina. También actúa como sedante sobre todo asociado a benzodiacepinas el locus cerúleos es el responsable de esto. 1. Activación de los adrenoreceptores pre y post-sinápticos en la sustancia gelatinosa del cordón espinal. 2. Vasoconstricción local por estimulación de la musculatura lisa vascular, que disminuye la tasa de absorción de los anestésicos locales del espacio subaracnoideo. 3. Activación de los receptores espinales y los á adrenérgicos a nivel del cordón espinal.

### Hipertensión resistente
Puede ser eficaz para bajar la presión arterial en personas con hipertensión resistente. 
Funciona ralentizando la frecuencia del pulso y ejerce una reducción de las concentraciones séricas de renina, aldosterona y catecolaminas. 

### Trastorno por déficit de atención con hiperactividad
Puede mejorar los síntomas del trastorno por déficit de atención con hiperactividad en algunas personas, pero causa muchos efectos adversos y el efecto beneficioso es modesto. En Australia, la clonidina es un uso aceptado pero no aprobado para el TDAH por la TGA. La clonidina junto con metilfenidato se ha estudiado para el tratamiento del TDAH. Aunque no es tan eficaz como el metilfenidato en el tratamiento del TDAH, la clonidina ofrece algún beneficio; También puede ser útil en combinación con medicamentos estimulantes. Algunos estudios muestran que la clonidina es más sedante que la guanfacina, que puede ser mejor en la cama junto con un estimulante que despierta por la mañana. 

### Síndrome de abstinencia
Se puede utilizar para aliviar los síntomas de abstinencia de drogas asociados con la interrupción abrupta del uso a largo plazo de opioides, alcohol, benzodiazepinas y nicotina (fumar). Puede aliviar los síntomas de abstinencia de opioides al reducir la respuesta simpática del sistema nervioso, como taquicardia e hipertensión, así como reducir la sudoración, los destellos fríos y calientes, y la inquietud general. También puede ser útil para ayudar a los fumadores a dejar de fumar. El efecto de sedación también es útil. Sin embargo, sus efectos secundarios pueden incluir insomnio, exacerbando así una característica ya común de la abstinencia de opioides. La clonidina también puede reducir la gravedad del síndrome de abstinencia neonatal en bebés nacidos de madres que usan ciertos medicamentos, particularmente opioides. En bebés con síndrome de abstinencia neonatal, clonidina puede mejorar la unidad de cuidados intensivos neonatales Network Neurobehavioral Score. 
También se ha sugerido como tratamiento para casos raros de abstinencia de dexmedetomidina. 

### Espasticidad
Clonidina tiene algún papel en el tratamiento de la espasticidad, actuando principalmente mediante la inhibición de la transmisión sensorial excesiva por debajo del nivel de lesión. Su uso sin embargo es principalmente como un agente de segunda o tercera línea, debido a efectos secundarios como hipotensión, bradicardia y somnolencia. 

### Usos no aprobados por la FDA
Esta medicación también se puede usar para paliar los síntomas del síndrome de abstinencia asociados al uso crónico de narcóticos, el alcohol y la nicotina. Además, la clonidina también se ha usado para los dolores de cabeza migrañosos, sofocos asociados con la menopausica y déficit de atención por hiperactividad.
La clonidina se prescribe regularmente a los adictos a opiáceos para paliar los síntomas de su síndrome de abstinencia. Se usa principalmente para combatir la respuesta del sistema nervioso central a la abstinencia de opiáceos, esto es, taquicardia e hipertensión en los primeros dos días de abstinencia. Ayuda también a eliminar el sudor, sofocos e inquietud general. También contribuye su efecto sedante.

## Efectos adversos
Este fármaco puede causar aturdimiento, mareo, sequedad de boca, mareos, dolores de cabeza, y somnolencia; los efectos graves pueden incluir alucinaciones, arritmias cardíacas, y confusión, edema en miembros inferiores, desvanecimiento o estreñimiento. También puede provocar hipotensión.
Si se detiene rápidamente, pueden producirse efectos de abstinencia. No se recomienda el uso durante el embarazo o la lactancia. La clonidina disminuye la presión arterial mediante la estimulación de α2 receptores adrenérgicos en el cerebro, lo que resulta en la relajación de muchas arterias.

### Embarazo y lactancia
Es clasificado por la FDA como categoría de embarazo C. Se clasifica por la TGA de Australia como embarazo categoría B3, lo que significa que ha demostrado algunos efectos perjudiciales en el desarrollo fetal en estudios con animales, aunque se desconoce la relevancia de esto para los seres humanos. clonidina aparece en alta concentración en la leche materna y los lactantes tienen aproximadamente 2/3 de concentraciones séricas de clonidina como la madre. La precaución está justificada en mujeres que están embarazadas, planeando quedar embarazadas o están amamantando.

## Farmacodinámica
La clonidina es un agonista selectivo de los receptores α-2 adrenérgicos.  Estimula selectivamente los receptores cerebrales que actúan como sensores de los niveles sanguíneos de catecolaminas. Estos receptores cierran un bucle de retroalimentación negativo que comienza con las órdenes de los nervios simpáticos que descienden del cerebro que controlan la producción de catecolaminas epinefrina también conocida como adrenalina, y norepinefrina en la médula adrenal. Confundiendo al cerebro de modo que este crea que los niveles de catecolaminas son mayores de lo que en realidad son, la clonidina hace que el cerebro reduzca sus señales hacia la médula adrenal, lo que a su vez baja la producción de catecolaminas y los niveles sanguíneos. El resultado es una tasa cardiaca y presión sanguínea menores, con el efecto secundario de la sequedad bucal y la fatiga. Si se deja de administrar repentinamente la clonidina el sistema nervioso simpático volverá a producir altos niveles de epinefrina y norepinefrina, incluso más altos que antes del tratamiento, provocando una hipertensión de rebote. Este rebote se puede evitar retirando paulatinamente el tratamiento.

### Prueba de supresión de la clonidina
El efecto de la clonidina como reductor de la epinefrina circulante gracias a un mecanismo central se usó en el pasado como una prueba diagnóstica del feocromocitoma, que es un tipo de tumor capaz de sintetizar catecolaminas, y que normalmente se sitúa en la médula adrenal. En la prueba de supresión de la clonidina los niveles de catecolaminas plasmáticas se miden en las tres horas anteriores y posteriores al suministro oral de una dosis de 0.3 µg/kg al paciente. La prueba da positiva si no hay un descenso en los niveles plasmáticos. 

### Ventana terapéutica
El efecto antihipertensivo se alcanza con concentraciones plasmáticas de entre 0.2-1.5 mg/ml.

## Interacciones
La clonidina por actuar sobre receptores α2 en forma agonista reduce la liberación endógena de insulina, aumentando los requerimientos en el tratamiento de la diabetes mellitus, diabetes tipo 2.